# Ухта (приток Вруды)
Ухта — река в России, протекает по Волосовскому району Ленинградской области.
Исток — сеть канав восточнее Летошиц, там же начинается река Хмеленка. Течёт на юг вдали от населённых пунктов. Протекает через урочища Ухта и Дубки, пересекает бывшую железную дорогу Чудово — Веймарн.
Устье реки находится в 34 км от устья Вруды по левому берегу. Длина реки составляет 16 км.

## Данные водного реестра
По данным государственного водного реестра России относится к Балтийскому бассейновому округу, водохозяйственный участок реки — Луга от в/п Толмачево до устья. Относится к речному бассейну реки Нарва (российская часть бассейна).
Код объекта в государственном водном реестре — 01030000612102000026411.